# 龍湛霖
龍湛霖（1837年—1905年），字芝生，湖南攸縣（今湖南省攸縣）人。清朝政治人物，進士出身。

## 生平
咸豐七年，鄉試中舉。同治元年，登進士，改庶吉士。次年，授翰林院編修。光緒元年，任順天鄉試同考官。光緒二年，任雲南鄉試正考官。光緒九年，任日講起居注官、翰林院侍講。光緒十年，任翰林院侍讀。光緒十二年，署國子監祭酒，改侍講學士。光緒十三年，任翰林院侍讀學士。光緒十四年，任江西學政、翰林院少詹事。光緒十七年，任詹事、內閣學士。光緒十九年，任福建鄉試正考官、刑部右侍郎。光緒二十年，任江蘇學政。
为音樂家邱之稑的《律音彙考》作序。

## 家庭
- 父龍襄尧（字友夔），恩贡生，曾任国子监学正。
- 胞兄龍汝霖，道光二十六年（1846）科举人，山西直隶知州，工书法，修《(同治)高平縣志》，著《堅白齋集》（郭嵩焘序）；曾入肃顺幕府。其子龙璋（字砚仙），辛亥后湖南首任民政长、代省长。
- 胞兄龍溥霖。
- 姐夫谭椿祥（即谭乙舟；胞兄直隶总督兼北洋大臣谭仲麟，其子谭延闿）。
- 子龍紱瑞、龍紱年、龍紱慈。
- 女婿楊溍頤、劉廷鎮。